# Supercopa de Andorra 2024
La Supercopa Andorrana 2024 fue la XXII edición del torneo. Se disputó a un único partido el 18 de septiembre en el Estadio Nacional de Andorra.
El campeón de la Liga y de la Copa fue el mismo equipo; por lo tanto, en esta edición de la Supercopa se enfrentó el campeón de ambas competiciones en la temporada 2023/24 (UE Santa Coloma) y el subcampeón de la Primera División de la misma temporada (Inter Club d'Escaldes).
La  UE Santa Coloma se impuso por 2-1 al Inter Club d'Escaldes adjudicándose el título por segunda vez.

## Participantes
|  | UE Santa Coloma       |  |  | Campeón de la Primera División de Andorra (2023-24)    |
|  | Inter Club d'Escaldes |  |  | Subcampeón de la Primera División de Andorra (2023-24) |

## Final
| 18 de septiembre de 2024, 20:30 | UE Santa Coloma                        | 2:1 (1:0) | Inter Club d'Escaldes | Estadio Nacional, Andorra la Vieja |                                 |
|                                 | Pablo Molina 23' · Óscar Fernández 88' | Reporte   | Alexandre Llovet 49'  | Árbitro(s): Antoine Chiaramonti    | Árbitro(s): Antoine Chiaramonti |

### Campeón
| Campeón Supercopa de Andorra 2024 |
| --------------------------------- |
| UE Santa Coloma 2° título         |